# Municipio de Richland (Dakota del Norte)
El municipio de Richland (en inglés: Richland Township) es un municipio ubicado en el condado de Burke en el estado estadounidense de Dakota del Norte. En el año 2010 tenía una población de 17 habitantes y una densidad poblacional de 0,15 personas por km².

## Geografía
El municipio de Richland se encuentra ubicado en las coordenadas 48°56′42″N 102°20′18″O / 48.94500, -102.33833. Según la Oficina del Censo de los Estados Unidos, el municipio tiene una superficie total de 110.82 km², de la cual 110,31 km² corresponden a tierra firme y (0,46 %) 0,51 km² es agua.

## Demografía
Según el censo de 2010, había 17 personas residiendo en el municipio de Richland. La densidad de población era de 0,15 hab./km². De los 17 habitantes, el municipio de Richland estaba compuesto por el 100 % blancos. Del total de la población el 0 % eran hispanos o latinos de cualquier raza.